# تلویزیون کابلی هنگ کنگ
تلویزیون کابلی هنگ کنگ لیمیتد (انگلیسی: Hong Kong Cable Television Limited; چینی: 香港有線電視有限公司) که قبلاً با نام وارف کیبل تلویژن لیمیتد (انگلیسی: Wharf Cable Television Limited; چینی: 九倉有線電視有限公司) تا ۳۱ اکتبر ۱۹۹۸ شناخته می‌شد، یک تامین‌کننده تلویزیون کابلی در هنگ کنگ است که اکنون مالک آن فوراِور تاپ (آسیا) لیمیتد است که خود به عنوان بخشی از تجارت آی-کیبل کمیونیکیشنز اداره می‌شود.